# Pierre Dieudonné Louis Saulnier
Pierre Dieudonné Louis Saulnier est un homme politique français né le 1er janvier 1767 à Nancy (Meurthe-et-Moselle) et décédé le 23 février 1838 à Paris.

## Biographie
Avocat au Parlement de Lorraine avant la Révolution, il prend parti pour les idées nouvelles et devient président de l'administration municipale de Nancy après le 9 thermidor. Commissaire du gouvernement dans la Meuse au moment du 18 brumaire, il est nommé préfet de la Meuse le 11 ventôse an VIII et secrétaire général du ministère de la Police le 10 germinal an XII. Il est fait chevalier d'Empire en 1808.
Arrêté avec Savary au moment de la conspiration du général Malet, il est remis en liberté et contribue à faire échouer la tentative.
Il est député de la Meuse de 1815 à 1823, siégeant dans la minorité libérale, s'opposant à la Restauration.

## Sources
- « Pierre Dieudonné Louis Saulnier », dans Adolphe Robert et Gaston Cougny, Dictionnaire des parlementaires français, Edgar Bourloton, 1889-1891 [détail de l’édition]